# 安全学
安全学（あんぜんがく）とは、社会的・人間的な側面も含めて、安全問題とその対処法を分析・探求する学問のことである。

## 概説
従来の安全工学というのは、（個々のシステムの）ハード的対策の開発から出発しており、ソフト的な面がないがしろにされてきた。例えば安全工学は、作業者の労働倫理や責任観（責任感）、故意、悪意によるリスクを（それが現実に存在しているにもかかわらず、いわば守備範囲外として、あるいは盲点のように）分析・検討の対象からはずしてしまっているが、安全学ではそうしたことも分析・検討の対象とする。
現代では生活環境のグローバル化や技術の巨大化などが起きており、社会の安全を確保するためには、個々のシステムの安全性だけでは不十分であり、従来の安全工学の単なる工学的なアプローチだけでは安全問題に対処することは困難になってきている。そこで、従来の安全工学の狭い枠組みを超えた、より広い立場から安全問題に対処する学問すなわち安全学の構築が必要となった、といった主旨のことが、日本学術会議の〔安全に関する緊急特別委員会〕の文書「安全学の構築に向けて」に記述されている。

## 読書案内
- 村上陽一郎『安全学』青土社、1998、ISBN 4791756797
- 吉田民人「“安全学事始”」学術の動向, Vol.5, No.2, 2000
- 村上陽一郎『安全学の現在 :村上陽一郎対談集』青土社、2003 ISBN	4791760220
- 村上陽一郎『安全と安心の科学』集英社、2005　ISBN 408720278X
- 古田一雄、長崎晋也『安全学入門―安全を理解し、確保するための基礎知識と手法』日科技連出版社、2007年 ISBN 4817192208
- 向殿政男、菊池雅史、小松原明哲、山本俊哉、北野大『安全学入門―安全の確立から安心へ』研成社、2009年、ISBN 4876395020